# Ruy de Sequeira
Ruy de Sequeira byl portugalský mořeplavec, který v 15. století sloužil ve službách bohatého obchodníka F. Gomeze, který měl monopol na obchod se zbožím a otroky ze západního pobřeží Afriky.
V roce 1472 vyplul z Lagosu na jih. Poměrně snadno dorazil ke Zlatonosnému pobřeží, které bylo objeveno krátce před ním João de Santarémem. Plul dále do Guinejského zálivu, kde prozkoumal pobřeží dnešního Toga a Beninu, poté sledoval pobřeží k Biafře. Objevil Kamerunskou horu a ústí řek Sanagy, Gabonu a Ogooué. Po těchto objevech pokračoval dál na jih a proplul přibližně 700 km dosud neznámým mořem. V roce 1473 jako první Evropan překročil rovník a doplul až k 2° jižní šířky.